# Munida montemaris
Munida montemaris is een tienpotigensoort uit de familie van de Munididae. De wetenschappelijke naam van de soort is voor het eerst geldig gepubliceerd in 1962 door Bahamonde & López.